# Zénon Charliers d'Odomont
Zénon Charliers d'Odomont né à Bruxelles le 8 mars 1782 et décédé à Schaerbeek le 30 janvier 1844 est un ancien bourgmestre de Schaerbeek (1835-1844). Il descendait d'une vieille famille des Lignages de Bruxelles.